# Земеделска професионална гимназия (Сандански)
Земеделската професионална гимназия „Климент Арк. Тимирязев“ в Сандански е открита под името Техникум по селско стопанство през 1957 г.
Основание и база за това са благоприятните климатични условия, развитието на ранното полско и оранжерийно зеленчукопроизводство, лозарство и овощарство в района. Неговата задача е да обучи средни специалисти в областта на растениевъдството, да обедини в единство наука и практика и да подготви за земеделското производство млади хора, чийто дълг се свързва със земята и хляба. И неслучайно гимназията приема за свой патрон името на големия руски учен академик Климент Аркадиевич Тимирязев, комуто светъл девиз в живота е: „Науката трябва да служи на народа и да стане притежание на народа“.
През 1968 г. се извършва обединение с МТУ в града, открива се отдел и СПТУ за потготовка на механизатори за растениевъдство. От 1978 г. започва прием и в отдел ТСС, четири годишен курс на обучение и прием след осми клас. Създадено преди 50 години, набирало опит и спечелило авторитет с дейността си, училището има не само с какво да се гордее днес, но и с оптимизъм да гледа напред, защото бъдещето е заложено в настоящето. Защото чествайки 50-ия си рожден ден, то остава все така младо, с амбицията да търси нови пътища към едно по-качествено обучение, в унисон с европейското ниво. Тайната на вечната младост е постоянно да се учим.
Изборът и успешното прилагане на цялата стратегия за оцеляване на гимназията, новите условия, нуждите на пазара на труда, спецификата на района изисква иновационна политика за разкриване на нови специалности и професии. През последните няколко години се извърши прием по специалностите „Икономика на земеделското стопанство“, „Цветарство“, „Лозаро-винар“, „Оператор в производството на хляб, хлебни и сладкарски изделия“, „Земеделски техник“, „Механизация на селското стопанство“, „Монтьор и водач на МПС“. От учебната 2005/06 година се извърши прием на учениците по специалностите: „Данъчен и митнически посредник“ и „Селски туризъм“.
ЗПГ „Кл. Тимирязев“ работи по различни програми и проекти с други земеделски училища от Европа. През последните 10 години училището успешно реализира сътрудничество в различни области и спечели следните проекти:
- тази година учениците и учителите от Земеделска професионална гимназия град Сандански ще работят по ново многостранно училищно партньорство чрез „Програмата за учене през целия живо“т секторна програма „Коменски“. Проектът, наречен „Границите и как да ги преодолеем“ включва като координатор Училище Уиндзор, намиращо се на територията на щаб квартирата на НАТО в Мьонхенгладбах, Германия. Партньори са Гимназия Фриц-Ройтер в Доненберг (Германия), Валуасколеж във Венло (Холандия), Сукромна средна отборна школа в Кошице (Словакия) и Земеделска професионална гимназия Сандански.
- Гимназията ни спечели отново при кандидатстването си по структурните фондове на ЕС. Одобрени са и двата проекта за учебната 2009 – 2010 г. Така училище се превръща в единственото в България, спечелило и по двете програми в двете години. Те са за извънкласна дейност „Да направим училището привлекателно за младите хора“ и за ученически практики „Заедно за по-можещи специалисти“ – втора част.
- Гимназията започва работа по нов проект по програма „Създаване на предпоставки за успешна социализация на децата и младите хора от етнически малцинства“. Проектът е с наименование Юношески музикално – драматичен театър „Ромале“ и е със срок за изпълнеине 7 месеца. Средствата са осигурени от Центъра за образователна интеграция на децата и учениците от етнически малцинства.
- Работа по програма с „Джуниър Ачийвмънт“ за изграждане на действаща ученическа компания, в която работят ученици. Работата по програмата ще даде възможност на младите икономисти да натрупат умения и знания за организация и практическо ръководство на реална компания.
- Проект по Национална програма „Училището желана територия на ученика“, модул „Ритуализация на училищния живот“. Финансирането по него е предназначено за ученически униформи.
- От 1 октомври 2008 в гимназията ни започна да функционира Средношколски център „Младежка активност“. Средствата за провеждане на клубните дейности са безвъзмездно предоставени от Структурните фондове на ЕС. Партньори по проекта са ДЦ „Феникс -2000“ и ТД „Еделвайс“, гр. Сандански.
- От 1 октомври 2008 в гимназията ни започна подготовка за осъществяване на дейности по проект „Заедно за по-можещи специалисти“ Средствата за провеждане на допълнително практическо обучение на учениците от 11 клас са безвъзмездно предоставени от Структурните фондове на ЕС. Партньори, в базите на които ще се провежда практическото обучение са Интерхотел АД Сандански и ТД „Еделвайс“ Сандански.
- От октомври ЗПГ започна работа като партньор по проект от програма за Трансгранично сътрудничество. Участнищите в проекта – наши възпитаници ще усвояват и професията сомелиер.
- От 01.11.2008 г. започваме двугодишна работа по международен проект „Моето училище е моят дом“ с партньори от Литва, Полша, Гърция, Турция и Италия.
- На 29.10.2007 г. стартира проект-продължение „Регионът е вашият учебник“ с партньори Земеделска професионално-техническа гимназия в гр. Семюр-Шатийон сюр Сен /Франция/ и Професионален център за селскостопанско обучение в гр. Льоварден, Холандия, чието изпълнение ще продължи до месец октомври 2009 г.
- Септември и октомври 2007 г. – посещение най-голямото земеделско училище в Холандия в гр. Льоварден с цел обмяна на опит за овладяване на нови техники и начини за аранжиране на цветя между учители и ученици от двете страни.
- Юни 2007 – сътрудничество земеделското училище в Льоварден с цел обучение на наши ученици по технология за приготвяне на холандско сирене продължава.
- ЗПГ е партньор в европейски проект по програма „Сократ/Коменски 1“ на тема „Регионът е вашият учебник“. В проекта участват още Земеделска професионално-техническата гимназия в гр. Семюр-Шатийон сюр Сен и Професионалният център за селскостопанско обучение в гр. Льоварден. В изпълнение на поставените в проекта цели и задачи група ученици и учители посетиха от 13.11.06 г. до 17.11.06 г. гр. Шатийон сюр Сен.
- През мноември 2006 г. Д. Митрева – учителка по немски език, участва в контактен семинар в гр. Оснабрюк / Германия/. ЗПГ е в група с училища от Великобритания, Германия и Турция, с основна проектна тема „Границите“.
- Юни 2006 г. – съвместен проект на училищно настоятелство „Бъдеще – 2002 – ТСС“ и община Судурокастро, Гърция, целящ увеличаване на заетостта сред завършващите ученици от ЗПГ и подновяване, преустройство на училищната сграда и пансиона. На проведения Форум „Job Expo“ завършващите ученици се срещнаха с представители на 20 български местни фирми и 10 гръцки от община Судурокастро, запознаха се с изискванията на фирмите към техните настоящи и бъдещи служители и някои от тях сключиха трудови договори.
- 2006 г. – сътрудничество с най-голямото земеделско училище в Холандия – гр. Льоварден с цел обучение на наши ученици по технология за приготвяне на холандско сирене. Дарение за ЗПГ на микробус, ремарке, доилен апарат, овце.
- 2004 г. – проект по СИФ „Подмяна на дограма на ЗПГ“ на стойност 185 373 лв.
- 2003 г. – езиков проект със същото училище по програма „Сократ“.
- 2002 г. – сътрудничество със Земеделското училище в гр. Шатийон сюр Сен.
- 1997 – 1999 г. – проект по програма ФАР „Професионално развитие на учителите по професионална подготовка“ с партньор ФАС „Интернешънъл“/ Ирландия/ като получи пълно оборудване на компютърен кабинет, включващо съвременни персонални компютри, принтер, скенер, телевизор и видеоплеър и офис мебелировка за всяко работно място.